# 625 v. Chr.
Portal Geschichte | Portal Biografien | Aktuelle Ereignisse | Jahreskalender | Tagesartikel

◄ |
8. Jahrhundert v. Chr. |
7. Jahrhundert v. Chr. |
6. Jahrhundert v. Chr. |
►

◄ | 640er v. Chr. | 630er v. Chr. | 620er v. Chr. | 610er v. Chr. |
600er v. Chr. |
►

◄◄ | ◄ | 628 v. Chr. | 627 v. Chr. | 626 v. Chr. | 625 v. Chr. |
624 v. Chr. |
623 v. Chr. |
622 v. Chr. |
► |
►►

## Ereignisse

### Politik
- Akzessionsjahr des neuen babylonischen Königs Nabopolassar: Im Monat Addaru (15. Februar–17. März[1]) lässt Nabopolassar die elamischen Götterstatuen von Uruk nach Susa zurückbringen, die vorher als Kriegsbeute in Uruk verwahrt waren.

### Wissenschaft und Technik
- 1. Regierungsjahr des babylonischen Königs Nabopolassar (625 bis 624 v. Chr.): 
  - Im babylonischen Kalender fällt das babylonische Neujahr des 1. Nisannu auf den 17.–18. März[1]; der Vollmond im Nisannu auf den 30.–31. März[1] und der 1. Tašritu auf den 11.–12. September[1].[2]